# Ivar Lykke (piłkarz)
Ivar Lykke Seidelin-Nielsen (ur. 6 marca 1889 we Frederiksbergu, zm. 9 stycznia 1955 tamże) – duński piłkarz występujący podczas kariery na pozycji obrońcy.
Srebrny medalista z Letnich Igrzysk Olimpijskich 1912 ze Sztokholmu. Dania przegrała dopiero w finale z Wielką Brytanią. Na igrzyskach startował także z drużyną 8 lat później na zawodach w Antwerpii, lecz tam odpadli już w pierwszej rundzie w meczu Hiszpanią.
Całą karierę klubową spędził w Kjøbenhavns Boldklub.